# Cena Gratias Tibi

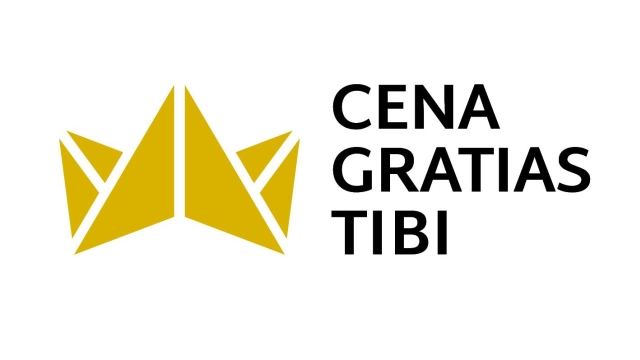
Logo ocenění Gratias Tibi

Cena Gratias Tibi, projekt vzdělávacího programu JSNS organizace Člověk v tísni, oceňuje mladé lidi, kteří se zapojují do dění okolo nich a nejrůznějšími aktivitami mění věci k lepšímu. Od roku 2014 toto ocenění dává mladým lidem najevo, že si společnost jejich činů váží. Latinská slova Gratias Tibi, která tvoří název ceny, znamenají v češtině „Děkuji tobě“.

## Činnost
Doposud bylo na Cenu nominováno přes 800 projektů. Mladí lidé organizovali charitativní sbírky, pomáhali seniorům, oživovali veřejný prostor nebo upozorňovali osvětovou kampaní na závažné onemocnění. Slavnostní předávání cen moderuje Ester Janečková a účastní se ho významné osobnosti veřejného života. Česká televize každoročně natáčí pořad o ocenění.

### Laureáti
Mezi laureáty patří například studentský spolek Fakescape (2022), kolektiv Mnoho světů, projekt Konsent – Když to nechce, tak to nechce (2019), projekt Stužák (2018), Zvol si info (2017) nebo Měsíc raka (2016).

### Podobné projekty
Vzdělávací program JSNS, jehož zakladatelem a ředitelem je Karel Strachota, se zaměřuje na občanskou angažovanost, na mediální vzdělání žáků a studentů například skrze projekt Týdny mediálního vzdělávání a Studentské volby, na československé moderní dějiny prostřednictvím projektu Příběhy bezpráví, a také pořádá vzdělávací soutěž Hledá.se, ve které se snaží najít mladé vůdčí osobnosti a novináře.